# Illa Saunders (Malvines)
|  | Aquest article tracta sobre l'illa de les Malvines. Si cerqueu l'illa del mateix nom de les illes Sandwich del Sud, vegeu «Illa Saunders». |

L'illa Saunders (en castellà: Isla Trinidad) és la quarta més gran de les illes Malvines. Està situada al nord-oest de l'illa Gran Malvina.
L'illa té una superfície de 131,6 km² i una línia de costa de 106,8 km. Fa uns 21 km d'est a oest i gairebé la mateixa distància de nord-est a sud-oest. Consta de tres penínsules enllaçades per colls estrets, i té tres grans zones de muntanya. El punt més alt, el mont Richards, té 457 m d'alçada.

## Història
Ignorant la presència francesa a Port Louis (Puerto Soledad en espanyol), el gener de 1765 el capità britànic John Byron va explorar i reclamar l'illa Saunders, a l'extrem occidental de les illes Malvines, on va anomenar el port de Port Egmont, i va navegar prop d'altres illes, que també va reclamar pel rei Jordi III. Un assentament britànic es va construir a Port Egmont el 1766. També el 1766, Espanya va adquirir la colònia francesa i, després d'assumir el control efectiu el 1767, va posar les illes sota un governador subordinat a Buenos Aires.
Durant la crisi de les Malvines de 1770, cinc fragates espanyoles van entrar al port i la petita força britànica va haver de rendir-se. Això va apropar Gran Bretanya i Espanya a la guerra. El 1771, Espanya va acordar abandonar Port Egmont als britànics. El 1776, per raons econòmiques, els britànics van abandonar Port Egmont. En aquell moment, van col·locar una placa al lloc que proclamava la seva sobirania sobre les Malvines. L'assentament actual de l'illa, Saunders Island Settlement, es troba a la costa est i té una pista d'aterratge.
Aquí hi ha un edifici catalogat, conegut com la Casa de Pedra. Hi ha estructures permanents fora de l'assentament amb calefacció, electricitat i aigua corrent per a la indústria turística de l'illa. Hi ha un edifici que acull vuit convidats al Neck i un edifici addicional que acull quatre convidats anomenat Rookery Inn. Actualment l'illa és propietat de la família Pole-Evans que manté una granja per a la cria d'ovelles a l'assentament.

## Natura
Els problemes de preservació inclouen el perill d'incendi, algunes zones propenses a l'erosió prop de la costa, el pasturatge excessiu i la presència de gats salvatges, ratolins, rates i conills. L'eliminació d'aquestes espècies introduïdes és poc probable en un futur proper a causa de la mida de l'illa i la geografia variada. El card de llança, introduït accidentalment a l'illa, és un problema; voluntaris de Falklands Conservation continuen ajudant a controlar la infestació i hi ha esperança que la planta es pugui erradicar eventualment. Hi ha una petita colònia reproductora d'elefants marins del sud a Elephant Point, mentre que alguns exemplars de Balena franca del sud arriben a les badies per descansar o alimentar-se.

### Zona important d'aus
L'illa Saunders ha estat identificada per BirdLife International com una àrea important per a la conservació de les aus (IBA). Els ocells per als quals el lloc té importància per a la conservació inclouen ànecs vapor de les Malvines (250 parelles reproductores), oques de cap roig, pingüins reials, pingüins de corona blanca (6.700 parelles), pingüins salta-roques meridionals (6.900 parelles), pingüins de Magallanes (4.200 parelles), Albatros cellanegre (11.000 parelles) i frigils cellablanc. L'illa es troba a prop del límit més meridional de l'àrea de distribució del pingüí de Magallanes, mentre que els gentoos es troben molt més al sud fins a l'Antàrtida. L'illa també admet caracaras estriades gairebé amenaçades, que s'associen estretament amb les abundants colònies d'ocells marins a l'istme primari de l'illa durant l'estiu austral. Els membres de la Royal Air Force Ornithological Society van realitzar una enquesta costanera completa el 1995.